# Rubén Taucare
Rubén Andrés Taucare Espinoza (Iquique, Chile, 5 de julio de 1982) es un exfutbolista chileno. Jugaba de mediocampista. Su paso más exitoso fue en Deportes Iquique, siendo considerado uno de los grandes ídolos de la institución. 
Es recordado por anotar el penal que le dio a Deportes Iquique, el ascenso a Primera División en 2008.

## Trayectoria
El defensa, se inició en las inferiores de Club Deportes Iquique en 1997. Estuvo en la división sub-17 de Cobreloa, debutó muy joven en el club de su ciudad Club Deportes Iquique. Además jugó en Universidad de Concepción y en Huachipato  .
El año 2005 sufrió una grave fractura en un encuentro con Curicó Unido, lesión que lo tuvo mucho tiempo sin jugar, de la cual está plenamente recuperado.
Desde el 2005 juega en Club Deportes Iquique, equipo en el que ha triunfado. Ese mismo año fue elegido el mejor central de la Primera B y al año siguiente como el segundo mejor jugador de la temporada de Primera B. Luego se consagra como capitán del club y uno de los emblemas del equipo celeste, con el que logró el ascenso a Primera División el 2008 y el histórico paso a Playoffs del Torneo de Apertura 2009.
En julio de 2014 finaliza contrato con Deportes Iquique y luego de no ser renovado por la dirigencia iquiqueña finalizan 10 años en los que defendió los colores de Deportes Iquique, ganándose el cariño y el respeto de toda la hinchada celeste.

## Clubes
| Club                      | País  | Año         |
| ------------------------- | ----- | ----------- |
| Deportes Iquique          | Chile | 1999 - 2000 |
| Universidad de Concepción | Chile | 2001        |
| Huachipato                | Chile | 2002 - 2004 |
| Deportes Iquique          | Chile | 2005 - 2014 |

## Palmarés

### Campeonatos nacionales
| Título     | Club             | País  | Año     |
| ---------- | ---------------- | ----- | ------- |
| Primera B  | Deportes Iquique | Chile | 2010    |
| Copa Chile | Deportes Iquique | Chile | 2010    |
| Copa Chile | Deportes Iquique | Chile | 2013-14 |